# Just Like the Fambly Cat
Albums de Grandaddy
Below the Radio
(2004)
Just Like the Fambly Cat est le 4e album studio du groupe de rock indépendant Grandaddy et dont la sortie a eu lieu le 9 mai 2006 aux États-Unis et le 15 mai en Europe.

## Liste des morceaux
Tous les morceaux ont été écrits par Jason Lytle de Grandaddy à l'exception du morceau caché Shangri-la (The Electric Light Orchestra).
1. What Happened... – 2:19
2. Jeez Louise – 3:41
3. Summer... It's Gone – 5:30
4. Oxygen/Aux Send – 1:08
5. Rear View Mirror – 6:08
6. The Animal World – 4:53
7. Skateboarding Saves Me Twice – 3:22
8. Where I'm Anymore – 6:07
9. 50% – 1:02
10. Guide Down Denied – 6:32
11. Elevate Myself – 3:41
12. Campershell Dreams – 3:44
13. Disconnecty – 3:34
14. This Is How It Always Starts – 6:46
15. Shangri-La (Outro) (piste cachée) – 2:16